# Comté de Platte (Wyoming)
Pour les articles homonymes, voir Platte.
Le comté de Platte est un comté de l'État du Wyoming dont le siège est Wheatland. Selon le recensement de 2010, sa population est de 8 667 habitants.

## Villes et communautés

### Municipalités
- Chugwater
- Glendo
- Guernsey
- Hartville
- Wheatland

### Communautés
- Chugcreek
- Lakeview North
- Slater
- Westview Circle
- Y-O Ranch
- Whiting